# Rojasia
Rojasia là chi thực vật có hoa trong họ Apocynaceae.